# Nerina Pallot

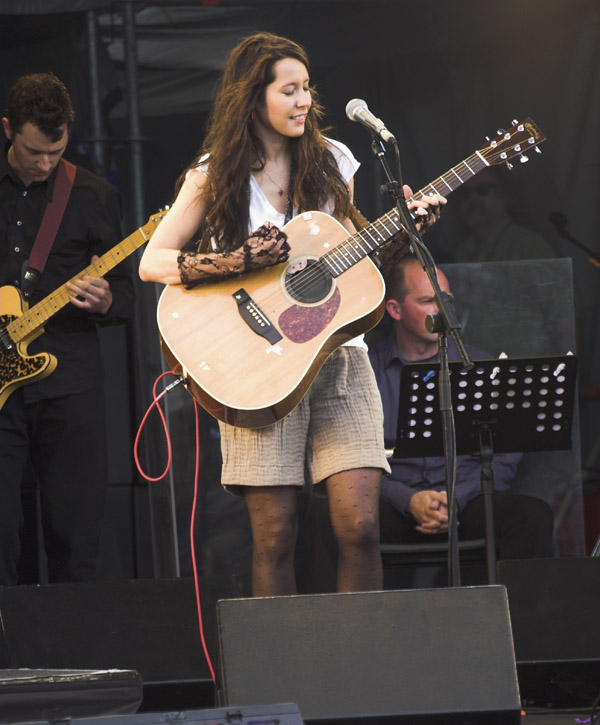
Nerina Pallot (2006)

Nerina Pallot [nəˈɹiːnə ˈpæləʊ] (* 26. April 1975 in London; eigentlich Nerina Natasha Georgina Pallot) ist eine britische Singer-Songwriterin. Sie erlangte, Jahre nach ihrem Debüt, mit dem Antikriegslied Everybody’s Gone to War Popularität und erreichte über 100.000 verkaufte Exemplare ihres Folk-Rock-geprägten Albums Fires.

## Biografie

### Kindheit, Jugend und Ausbildung
Nerina Pallot ist die Tochter eines britisch-französischen Vaters und einer aus Allahabad (Indien) stammenden Mutter. Sie ist das erste Kind ihrer Mutter, und das vierte ihres Vaters. Sie hat eine Schwester und wuchs auf der englischen Kanalinsel Jersey auf, verbrachte jedoch auch bis zu ihrem 17. Lebensjahr regelmäßig Zeit in Indien, einige Zeit lebte sie als Kind auf Dauer in Indien. Schon im Alter von vier Jahren lernte sie Klavier zu spielen. Mit 11 Jahren lernte sie das Gitarrespielen auf der mit ihrem eigenen Taschengeld gekauften Gitarre.

“One day, a piano arrived in our home and I took up residence at, on, and literally in it. I only ventured out to roller skate to Ravel’s Bolero and to buy my first guitar with my pocket money when I was 11.”

„Eines Tages kam bei uns zuhause ein Klavier an, und ich nahm meinen Wohnsitz an, auf und im wahrsten Sinne des Wortes in ihm. Ich verließ das Haus nur, um zu Ravels Boléro Rollschuh zu laufen und um mir im Alter von elf Jahren von meinem Taschengeld eine Gitarre zu kaufen.“

Inspiration fand Pallot in Musik in ihrem Elternhaus, so prägte sie sich ihren späteren Singer-Songwriter-Charakter durch Alben von Simon & Garfunkel oder Carole King ein. Da sich dort jedoch nur wenige ihrem jungen Musikgeschmack entsprechende Stücke fanden, kaufte sie sich zunehmend eigene LPs, dies fing bei Michael Jacksons Thriller an und erstreckte sich bis zu Bobbie Gentry oder Bon Jovi. Jersey wurde mit der Zeit der Hauptwohnsitz der Familie (sie pendelte jedoch weiterhin regelmäßig zwischen England und Indien umher). Als Teenager zog Pallot nach London, um an der English Boarding School Violine und Operngesang zu lernen. Danach ging sie ans Londoner Royal College of Art um Kunst zu studieren und sich nach eigenen Worten von ihrer als „Musikwunderkind“ aufgebürdeten Stellung zu befreien, blieb jedoch aus Unzufriedenheit nicht lange und wechselte zurück zum Music College.

“After the pressure cooker of being a musical wunderkind, I move to London and enroll in art college. Everybody was stoned, which was fun for a while, but I could only listen to The Doors so much and after 5 all night readings of On the Road I was ready to go back to music school.”

„Nach dem Dampfkochtopf eines Lebens als musikalisches Wunderkind zog ich nach London und schrieb mich in der Kunsthochschule ein. Dort war jeder auf Drogen, was eine Zeit lang auch lustig war, aber ich konnte nicht beliebig oft die Doors hören, und nachdem ich zum fünften Mal Unterwegs in einer einzigen Nacht durchgelesen hatte, war ich so weit, zurück auf die Musikschule zu gehen.“

Dort studierte sie Klavier und Gesang und wechselte von der Violine zum Cello, welches ihren Worten zufolge mehr Spaß zu machen schien. Sie schrieb daraufhin ihre ersten ernsthaften Lieder am Klavier, entschied sich jedoch aufgrund ihrer Musikerfahrungen aus der Jugend, vermehrt Lieder mit der Gitarre zu schreiben. Sie hörte zu der Zeit das White Album der Beatles. Sie besorgte sich daraufhin einen Höfner-Bass, den schon Paul McCartney einsetzte, und spielte die Basslinien dessen Lieds Sexy Sadie nach Gehör nach.
Für ihren Lebensunterhalt arbeitete sie damals als Sekretärin für Andrew King, einen Manager des Plattenlabels Mute Records, der u. a. schon Künstler wie Ian Dury und The Clash betreut hatte. Pallot wollte daraufhin ihr Hobby zum Beruf machen, also bat sie ihren Boss, sie beim Aufbau ihre Musikkarriere zu unterstützen. Angesichts ihrer musikalischen 60er- und 70er-Jahre-Einflüsse beschloss er mit ihr, einige moderne Adaptionen als Demoaufnahmen aufzunehmen. Nach vielen eingeschickten Demobändern wurde das Major-Label Polydor auf sie aufmerksam und schloss einen Vertrag zur Produktion eines Debütalbums mit ihr.

### Debüt (2001–2002)
Pallot arbeitete an ihrem Album Dear Frustrated Superstar mit Andrew King zusammen, dabei sprach sie leicht veräppelnd ihren Manager immer mit „Mr. King“ an (siehe auch das Lied Mr King auf ihrem zweiten Album). King warnte Pallot jedoch aufgrund seiner Erfahrung mit ihrer ungebundenen Art vor ihrer Plattenfirma Polydor.

“Mr King […] warned me against dabbling with the devil that is the major label, (he even threatened to break someone’s legs on my behalf), but I carried on regardless and made a record with a very ridiculous title and some even more questionable photographic evidence.”

„Mr King […] warnte mich davor, mich mit dem Teufel in Gestalt der Plattenfirma einzulassen, (er drohte sogar mir zuliebe jemandes Beine zu brechen), aber unbekümmert fuhr ich fort und machte eine Platte mit einem sehr lächerlichen Titel und hinterließ dabei noch fragwürdigeres fotografisches Beweismaterial.“

Nerina Pallot veröffentlichte am 20. August 2001 ihr Debütalbum Dear Frustrated Superstar. Es erreichte einen bescheidenen 82. Platz der UK-Albumcharts und verfehlte damit die offiziellen Top 75. Mit dem Album wurden die Singles Patience und Alien herausgebracht, jedoch verkauften sie sich mit den Höchstplatzierungen des 61. und dem nicht in den Top 75 befindenden 98. Platzes ebenfalls unter den Erwartungen. Die Lieder des Albums spiegeln viele Erfahrungen aus ihrem Leben wider, zusätzlich beinhalten einige der Stücke einen politischen Themenschwerpunkt. Alle Stücke des Albums wurden von ihr geschrieben. Sowohl auf Druck der Plattenfirma als auch aufgrund ihrer noch geringen Erfahrung mit der Albumproduktion bekam sie von Jason Rebello bei Someday Soon und Jeremy Stacey bei den Stücken Watch Out Billie und Daily Bread Unterstützung beim Komponieren.
Nach einigen Promotionsauftritten in diversen Radiostationen, aufgrund ihrer geringen Popularität zum Missfallen Pallots oft nur um Radio-Jingles einzuspielen, und Auftritten in weniger populären Fernsehsendungen trat sie 2002 in der national ausgestrahlten britischen Kinder-Vormittags-Fernsehshow Live And Kicking auf. Nachdem sie bereits Platz genommen hatte und höflich für die nächsten Gäste Platz machte, kam Faye Tozer, ehemalige Sängerin der Castingband Steps, und schubste Pallot vor laufender Kamera von der Couch zu Boden. Pallot veröffentlichte, wenige Wochen nach ihrem blamablen Showauftritt, im Musikindustrie-eigenen industry message board, wo viele Künstler Erfahrungsaustausch pflegen, einen Beitrag. Dieser schilderte ihre damalige miserable Lage, u. a. auch, dass sich ihr Plattenboss zu wenig für die Produktion und finanzielle Unterstützung ihres Remixes von Photograph einsetzte. Photograph war als Bonus-Track für die Re-Issue-Version von Dear Frustrated Superstar vorgesehen, die Urversion des Albums wurde kurz vorher zur Marktbereinigung aus dem Handel genommen wurden. Des Weiteren beschrieb sie ihren Plattenboss als “barking mad” (zu deutsch: „wild rumbrüllend“). Ihr Beitrag bekam im Forum verständnisvolle Zustimmung durch andere Künstler, aufgrund des forschen Tons und ihrer geringen CD-Verkäufe wurde sie jedoch zum Rapport gewiesen. Noch am gleichen Tag trennten sich die Wege von Pallot und Polydor. Die Re-Issue-Version des Albums wurde auf Eis gelegt, die ihr missfallene Interpretation von Photograph nicht veröffentlicht. Das bereits als Singleauskopplung eingeplante Lied If I Know You blieb gleichsam mit dem dazugehörigen bereits abgedrehten Musikvideo unveröffentlicht. Eine vom Label-Management bereits zugesichertes Engagement im Vorprogramm der Bryan-Adams-Tour wurde abgesagt.

### Umorientierung (2003–2004)
Pallot musste daraufhin ihre Pläne für die Zukunft revidieren und zog sich aus dem Musikgeschäft zurück, sie veröffentlichte auf ihrer Website sogenannte Stories ‚Geschichten‘ in denen sie detailliert die Geschehnisse ihrer Kündigung, teils sarkastisch teils verständnisvoll, reflektiert. Seitdem sind die Storys zu einem direkten Draht zu ihren Fans geworden und spiegeln die Meilensteine ihrer Karriere wider. Sie ging wieder zurück zur Universität und studierte Englisch um Lehrerin zu werden und absolvierte ihr Zwischenjahr. Währenddessen finanzierte sie sich mit diversen Gelegenheitsjobs ihren Unterhalt unter anderem als Näherin und Babysitterin.

„Polydor finanzierte mehrere Fotoshoots für mich, und immer blieben diese tollen Kleider von Gucci und anderen Designern zurück. Nachdem mein Vertrag platzte, muss ich wohl der Babysitter mit der exklusivsten Garderobe der Welt gewesen sein. Ich hatte keinen Cent in der Tasche, aber super Klamotten.“

2003 sang sie die Führungsstimme im Lied Truly auf dem Album Chimera von Delerium. Es wurde als zweite Singleauskopplung nach dem europaweit erfolgreichen Lied Silence mit Sarah McLachlan veröffentlicht. Es erreichte Platz 54 der britischen Singlecharts und Platz 1 der UK-Club-Charts und steigerte Pallots Reputation in der Clubszene.
Im Winter Ende 2003 komponierte sie, während sie noch an der Universität studierte, ihren Song Idaho. Er bewirkte ihren eigenen Worten zufolge einen Wendepunkt ihrer Laufbahn, weg von ihrer Ausbildung zur Englischlehrerin, hin zu einem Neubeginn ihrer Musikkarriere. Sie begann daraufhin, weitere Lieder zu schreiben und ein neues Album einzuplanen.

### Neuanfang ihrer musikalischen Karriere (2005)
Am 24. April 2005 erschien ihr zweites Album Fires. Es wurde von Chrysalis Music Publishing unter ihrem selbstgegründeten Independent-Plattenlabel Idaho veröffentlicht. Die Publisher von Chrysalis Music Publishing unterstützen Pallot, trotz ihrer Kündigung bei Polydor, und stellten ihr für dieses Album 50.000 Britische Pfund zur Verfügung. Da diese Summe unzureichend für die Bezahlung eines Produzenten und die Studioaufnahmen war, musste sie zusätzlich eine Hypothek auf ihr Haus aufnehmen. Mit dem nun zur Verfügung stehenden Geld konnte sie ihre Arbeit am Album fortsetzen und sogar vom Rest des Geldes über ihre Bedürfnisse leben. Sie schmuggelte sich, immer wenn andere Musiker die Aufnahmestudios vorübergehend verließen, in diese ein und nutzte die Zeit für ihre eigenen Aufnahmen.
Sie schrieb sämtliche Lieder auf Fires selbst und arbeitete eng mit ihren Produzenten Howard Willing zusammen, was sich durch ihre Liierung mit ihm manifestierte. Willing konnte sich bereits als Produzent vieler Künstler einen Namen machen. So produzierte er schon für OK Go, Stevie Nicks, Lisa Marie Presley, Melissa Auf der Maur, Liz Phair, The Smashing Pumpkins und Van Hunt. Zusätzlich arbeitete das Zweckbündnis Pallot/Willing mit dem Produzenten Eric Rosse (Tori Amos, Lisa Marie Presley, Anna Nalick) zusammen, so produzierte Rosse Learning to Breathe und gemeinsam mit Willing Heart Attack. Gänzlich ohne Willing produzierte Wendy Melvoin – Mitglied von The Revolution – Pallots Lied Damascus. Nachdem die wesentlichen Stücke den letzten Schliff bekommen hatten, vervollständigten  Pallot und Willing das Album und pendelten zwischen London und Los Angeles umher. Dabei bekamen sie Unterstützung durch Willings viele Berufskontakte mit hochqualifizierten Musikern. Sie verarbeitet ähnlich ihrem ersten Album wieder viele biografische Gegebenheiten, so schrieb sie an Anlehnung ihrer Kündigung bei Polydor und als Dank an ihren früheren Manager Andrew King und für dessen, nach eigenen Angaben leider meist ignorierten, Ratschläge, das Lied Mr King.

“And the world is a place, and I pray it’s on my side,

But I’d find greater comfort if I just lay down and died.

I don’t know what’s become of the girl who once knew sunshine.

What’s become of the girl who knew sorrow but was strong?

Hey, Mr. King you were right, all along;

Oh Mr. King you were right,

Oh Mr. King, you were right – I was wrong.”

„Die Welt ist ein Ort, und ich bete, dass sie auf meiner Seite ist,

Aber ich fände Trost, wenn ich mich einfach hinlege und sterbe.

Ich weiß nicht was aus dem Mädchen geworden ist, das einst Sonnenschein kannte.

Was ist aus dem Mädchen geworden, das Kummer kannte, aber stark war?

Hey, Mr. King, Sie waren die ganze Zeit über im Recht;

Oh Mr. King, Sie waren im Recht,

Oh Mr. King, Sie waren im Recht – Ich lag falsch.“

Über Mundpropaganda unter anderem auch via Yahoo!-E-Mail-Gruppe und vielen Auftritten in diversen Konzerten im Vorprogramm von bekannteren Künstlern, insbesondere James Blunt, wuchs ihre Fangemeinde an. So kam es häufig zu Ausverkäufen ihres Albums an den Verkaufsständen der Konzerte. Als weiterer wichtiger Anlaufpunkt für Fans etablierte sich zu dieser Zeit ihre MySpace-Präsenz. So veröffentlicht Pallot dort regelmäßig Tagebucheinträge, sogenannte Blogs, in denen sie neben dem Fankontakt auch Dinge aus ihrem Alltag von sich gibt. Durch diesen Fankontakt über MySpace konnte sie zusätzlich über 11.000 Exemplare ihres Albums verkaufen. Zusätzlich zeigt sie sich in überspitzt gefilmten Videobotschaften, sogenannten Video Diary’s auf ihrer englischen Website, die beispielsweise neben alltäglichen Dingen, Tourvorbereitungen oder Making-ofs ihrer Videos zeigen.
Dem Album wurde die Antikriegs-Single Everybody’s Gone to War als Download vorausgeschickt. Sie greift die Problematik des Irakkriegs 2003 auf und wird häufig aus Unkenntnis über den eigentlichen Titel als The War Song ‚das Lied über den Krieg‘ bezeichnet.

“And so, everybody’s going to war

But we don’t know we’re fighting for

Don’t tell me it’s a worthy cause

No cause could be so worthy”

„Und nun zieht jeder in den Krieg

Aber wir wissen nicht, wofür wir kämpfen

Sag mir nicht, es gäbe einen ehrenwerten Anlass

Kein Anlass könnte jemals so ehrenwert sein.“

Im Juni 2005 folgte die Nachfolgesingle Damascus. Damascus ist wie die meisten ihrer Lieder eine Versinnbildlichung ihres Lebens, das Lied beschreibt ihren Schmerz nach der Trennung von ihrer Studienfreundschaft und verarbeitet dabei auch ihre Reiseerfahrungen, da sie regelmäßig zwischen England und dem Heimatland ihrer Mutter Indien pendelte. Station machte sie dabei regelmäßig im syrischen Damaskus. Diese Situation schrieb sie in einer ihrer Stories bezeichnenderweise Damascus nieder.

“Oh it’s over.

And everything is wrong, everything has gone.

And I know that everything means nothing.

Oh, it’s over

But I don’t want to fight, I don’t want to be right,

I know that everything means nothing.

On the road to Damascus they fell: Well,

I’ve been to Damascus as well.”

„Es ist vorbei.

Alles ist unfair, alles ist fort.

Und ich weiß, dass alles nichts bedeutet.

Es ist vorbei

Aber ich möchte nicht darum kämpfen, ich möchte nicht im Recht sein,

Ich weiß das alles nichts bedeutet.

Auf dem Weg nach Damaskus sind sie gefallen: Nun denn,

Ich war ebenfalls auf dem Weg nach Damaskus.“

Im September 2005 wurde noch die dritte Single mit dem poppigen Lied All Good People herausgebracht. Im Gegensatz zu allen bisherigen Single-Veröffentlichungen wurde hierfür jedoch kein Musikvideo gedreht.

### Internationaler Durchbruch (2006–2007)

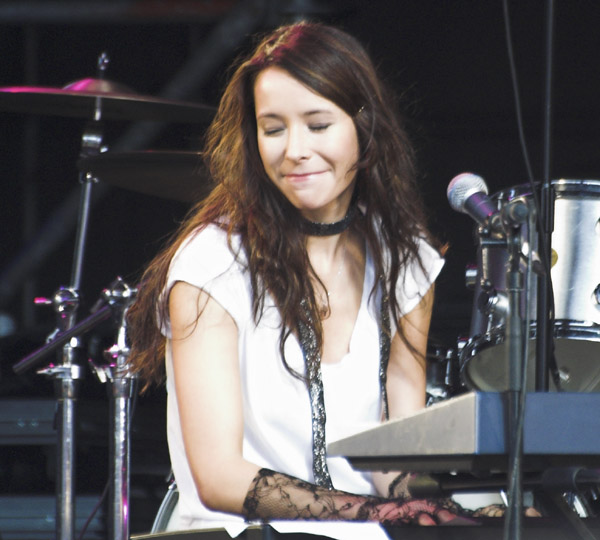
Pallot präsentiert ihr neues Album Fires

Aufgrund ihres Erfolgs mit ihren zweiten Album trat 2005 das Plattenlabel 14th Floor Records (Teil der Plattenfirma Warner Music Group) an Pallot heran und bot ihr einen neuen Vertrag an. Mit dem Hintergedanken an ihren Rauswurf bei Polydor sicherte sie sich diesmal ab, so standen bereits die ihr bekannten und ebenfalls der starken Kommerzialisierung der Musik abgeneigten Künstler Damien Rice und Joseph Arthur dort unter Vertrag, was bedeutete, dass sie beim neuen Label mehr Freiheiten hatte und nicht einem Pop-Diven-Image entsprechen musste. Mit dem Vertrag in der Tasche veröffentlichte Pallot daraufhin am 24. April 2006 die Re-Issue-Version ihres Albums Fires. Diese Version ist O-Ton Pallot: “more spangly”, also ausgefeilter als die Urversion. Die Lieder wurden neu eingespielt und kommen beispielsweise bei einigen Stücken mit zusätzlichen Streichern daher, auch das Artwork wurde grunderneuert und die Titel All Good People und Learning To Breathe wechselten die Plätze. Das Album erreichte Platz 21 der britischen Albumcharts.
Die erste Single des aufgemöbelten Albums wurde wieder Everybody’s Gone to War. Die Single war das dritt-meistgespielte Lied im britischen Radio und erreichte Platz 14 der UK-Singlecharts. Das dazugehörige Musikvideo wurde im Gegensatz zu all ihren vorigen Videos regelmäßig im europäischen Musikfernsehen ausgestrahlt. Am 2. Oktober 2006 wurde die zweite Single Sophia aus dem wiederveröffentlichten Album veröffentlicht, sie stieg auf Platz 32 der britischen Singlecharts ein. Sophia wurde mit dem Produzenten Mitchell Froom (bekannt als Produzent Daniel Powters und dessen Lied Bad Day oder Elvis Costello, Randy Newman, Crowded House) in Los Angeles neu eingespielt.

“Sophia, Sophia, I’m burning. I’m burning.

It’s a fire, a fire I cannot put out.

Sophia, Sophia, I’m learning that some things I can’t go without.

I can’t go without Him.”

„Sophia, Sophia, ich brenne. Ich brenne.

Es ist ein Feuer, ein Feuer das ich nicht löschen kann.

Sophia, Sophia, ich lerne, dass ich nicht ohne einige Dinge auskomme.

Ich komme nicht ohne ihn aus.“

Angeknüpft an ihren Erfolg mit dem Fires-Album brachte ihr ehemaliges Major-Label Polydor 2006, die bis dahin ca. für vier Jahre auf Eis gelegte Re-Issue-Version des Debütalbums Dear Frustrated Superstar heraus. Da Pallot jedoch aus oben genannten Gründen nicht mehr mit Polydor arbeitete, wurde es kurzerhand mit den B-Seiten-Tracks The Girl From Lakeville und 57 Flavours aufgefüllt, die bereits mit der 2001 erschienenen Single Alien veröffentlicht wurden. Das Artwork blieb aufgrund fehlender aktueller Fotoaufnahmen nahezu unverändert.
Am 8. Januar 2007 veröffentlichte Pallot mit Learning to Breathe ihre mittlerweile fünfte Singleauskopplung aus ihrem Album Fires. Das bereits am 29. November 2006 veröffentlichte Musikvideo wurde von Lee Lennox, dem Regisseur des Videos All Sparks der Editors, gedreht.
Nerina Pallot erhielt am 16. Januar 2007 die Nachricht der Nominierung zur Besten britischen weiblichen Solokünstlerin bei den Brit Awards 2007, der Preis ging jedoch an Amy Winehouse.
Am 14. Februar 2007 heiratete Pallot den Musikproduzenten und Komponisten Andrew „Andy“ Chatterly; daraufhin bezogen sie einen gemeinsamen Hauptwohnsitz in London.
Am 23. April 2007 wurde Pallots Ballade Sophia für den Ivor Novello Award in der Kategorie Bestes Lied (Musikalisch und Textlich) nominiert, der Preis ging letztendlich an Scott Matthews mit dem Lied Elusive.
Im Mai 2007 kündigte Pallot die Sommersingle Peg an. Peg ist eine von Richard X produzierte Coverversion von Steely Dans gleichnamigen Lied Peg und war für den 9. Juli 2007, zusammen mit einem Richard-X-Remix des Liedes Geek Love, angekündigt. Das Lied wurde letztlich am 25. Juni 2007 als kostenpflichtige Nur-Download-Version veröffentlicht – ohne den angekündigten Geek-Love-Remix, jedoch parallel mit Remixen von Peg.

### Die Zeit nach Fires (seit 2008)
Bereits von Ende 2007 an arbeitete Pallot an ihrem dritten Studioalbum, sie veröffentlichte daraus im Vorfeld über ihre MySpace-Seite die Demo The Long Tall Grass of Summer. Am 13. Februar 2009 sowie am 1. August 2009 veröffentlichte Pallot jeweils die EPs Buckminster Fuller und Junebug. Währenddessen schloss Pallot im Juli 2009 ihren Bachelor of Arts in Englisch ab. Weitere Lieder wurden bei einigen Konzerten gespielt unter anderem die Werke Heidi und Everything’s Illuminated. Auf den Konzerten am 26. und 27. Januar 2008 im Jersey Opera House spielte sie auch die neuen Lieder The Right Side, It Was Me, When Did I Become Such a Bitch? sowie I Used to Love You Until You Tried to Kill Me. Aus diesen und anderen Liedern sowie den beiden EPs bestückte Pallot ihr neues Album. Dem naheliegenden akademischen Bachelor-of-Arts-Abschluss geschuldet sowie ihren Wunsch nach musikalischer Weiterentwicklung zu Fires, nannte sie es The Graduate (Die Reifeprüfung). The Graduate wurde am 5. Oktober 2009 im Vereinigten Königreich veröffentlicht und erreichte in der ersten Veröffentlichungswoche Platz 46 der britischen Charts. Das Album enthält zehn Lieder, die iTunes-Version enthält drei zusätzliche Lieder. Die Deluxe-Version enthält neben der Hauptversion weitere sieben Lieder als Akustikversion in der separaten Zusammenstellung namens I Digress. Die erste Singleauskopplung von The Graduate ist Real Late Starter, es verfehlte jedoch den Charteintritt. Zurzeit arbeitet Pallot mit ihrem Ehemann Andy Chatterley an Kylie Minogues kommendem elftem Studioalbum. Bereits Ende September 2009 führte Minogue das von Pallot geschriebene Lied Better Than Today bei ihrer Konzerttour auf. Für den 15. Februar wurde die Veröffentlichung der zweiten Single I Don’t Want To Go Out angekündigt, bis dahin finden seit dem 11. Januar wöchentliche Live-Sessions übers Internet dazu statt.
Vom 15. Dezember 2011 an war sie als Co-Coach von Rea Garvey bei der ersten Staffel der Castingshow The Voice of Germany zu sehen, in der gesangliche Nachwuchstalente gesucht werden.

## Stil

### Musik
Nerina Pallot bildete sich schon in ihrer Kindheit durch ihre Klavier-, Gitarren- und Gesangsausbildung eine Charakteristik des Singer-Songwriters an. Die oft gehörte Plattensammlung ihrer Eltern, stark geprägt durch den späten 60er- und 70er-Jahre-Stil, inspirierten Pallot durch Simon and Garfunkels Folk-Rock und Carole Kings Singer-Songwriter-Charakter in ebendiese Gefilde. Die selbst zugelegten Platten von Michael Jackson Thriller (R&B / Pop), Bobbie Gentry (Country) und Bon Jovis rockige Stücke erweiterten jedoch ihren musikalischen Horizont und öffneten ihr die Augen für moderne Interpretationen. Später setzte sie ihre musikalische Ausbildung am College fort. Sie schulte ihren Gesang und komponierte erste Stücke am Klavier. Den darauffolgenden Sommer konsumierte sie das White Album, speziell das Lied Sexy Sadie, und begann Höfner-Bass danach spielen. So integrierte sie auch die dort vorkommenden Blues- und Swing-Elemente in ihr Repertoire. Bassgitarre und insbesondere die Konzertgitarre bildete daraufhin ihre bevorzugten Instrumente für neue Kompositionen.
Die daraus entstandenen Stücke, zeigten zusätzlich zu den erwarteten Grundbestandteilen, des Pop-Rock und Folk-Rock mit Singer-Songwriter-Einflüssen, auch oft einen jazzigen Tenor (My Last Tango) oder repräsentieren oftmals durch ihre klare und traurig wirkende Stimme eine melancholische Passion, was sich in Stücken wie Dear Frustrated Superstar oder Damascus widerspiegelt. Regelrecht einfache Popstücke wie Alien oder All Good People, angelehnt an einige ebenfalls einfach gehaltene Lieder der Beatles oder Michael Jacksons, stellen ihren Hang dar, aus ihrem gewohnten angelernten „Stilkäfig“ auszubrechen. Die gewissenhaft mit Klavier begleiteten Stücke wie Idaho und Sophia oder ihre Singer-Songwriter geprägten Pop-Rock-Stücke wie Patience und Everybody’s Gone to War bildeten jedoch weiterhin ihr grundlegendes Timbre. Seit ihrem Debütalbum wird sie fortan durch ihre Folk-Rock-Einflüsse mit Sheryl Crow oder Tori Amos verglichen, ihre oft starke melancholische Ader lässt Assoziationen mit Heather Nova erkennen. Ihre streckenweise vorkommenden Jazz- und Blues-Abschnitte verknüpfen gedanklich mit Katie Meluas balladesken Ohrwürmern.

### Texte
Nerina Pallots Lieder spiegeln fast durchgängig ihre aus dem Koffer gelebten Erfahrungen und Einflüsse wider. Dies fängt bei ihren Beziehungen und ausladend wiedergegebenen Trennungen an, streckt sich über einige Belanglosigkeiten bis hin zu sarkastisch eingefangenen politischen, religiösen und allgemeinsozialen Weltanschauungen. Schon in ihrem Debütalbum finden sich einige dieser Aspekte wieder, so warnt sie im Lied Watch Out Billie junge Frauen vor den Nebenwirkungen eines Pop-Star-Lebens. Wirft im Lied God (zu deutsch Gott) ebendiesen vor, im Anblick der tagtäglichen Gewalt, beim „Kreieren“ des Menschen dessen Herz vergessen zu haben, oder stellt im Lied Jump bezüglich ihrer Beziehungssituation makabere Vergleiche zur Schau.

“I go on and jump, give it a try

Checking the parachute, see if it flies.

Oh if I should break my neck I never bruise…

I go on and just, give it a try

Don’t call the ambulance, I’m still alive

And if I should break my neck I’ll make the news.”

„Ich gehe voran, probiere es aus

Überprüfe den Fallschirm, schaue ob er fliegt

Und wenn ich mir mein Genick brechen sollte, verletze ich mich nicht

Ich gehe voran und probiere es einfach aus

Ruft nicht den Notarzt, Ich bin noch am Leben

Und sollte ich mir das Genick brechen, schaffe ich es in die Nachrichten.“

In ihrem zweiten Album Fires verarbeitet sie im Lied Everybody’s Gone to War ihre pazifistische Einstellung zum Irak-Krieg 2003 “If love is a drug / I guess we’re all sober / If love is a song / I guess it’s all over”. Im Liebeslied Geak Love bewirkt sie beim Hörer aufgrund ihrer ungebundenen Art ein Schmunzeln “So hey, you, could you give it a rest? / Just take me home and get me undressed, / Put on a fire and make it enough, / Oh, we’re geeks, but we know this is love.”, das durch die starke Bedrücktheit, die der Text des balladenhaften Liebeslieds Sophia kurz darauf bewirkt, wieder in Melancholie vergeht.

## Tourneen und Konzerte

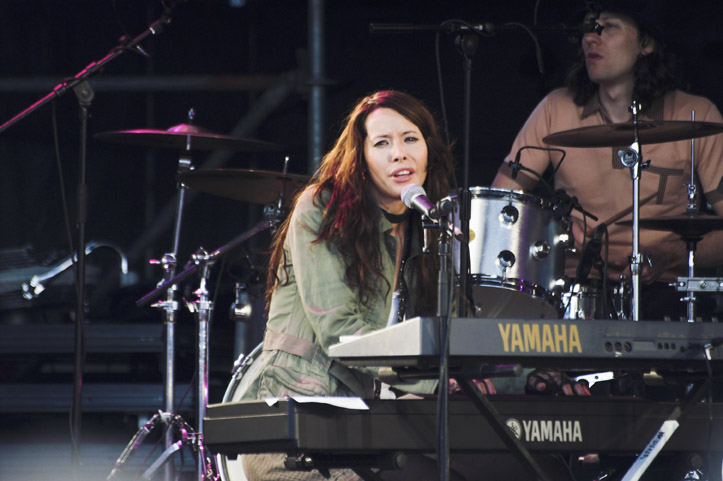
Nerina Pallot beim Cornbury Music Festival 2006

Pallot tourte bereits viele Male im Vorprogramm etablierter Künstler wie Sheryl Crow, James Blunt, Suzanne Vega, Joseph Arthur, Ray LaMontagne und Missy Higgins. Sie trat 2005 beim Guilfest Music Festival auf und zusätzlich auch in populären Veranstaltungsstätten wie Bush Hall in Shepherd’s Bush (London), London ICA, the Bloomsbury Theatre und Regent’s Park Open Air Theatre.
Im Mai 2006 folgte ihr erstes auf das Album Fires ausgerichtete Konzert, mit dem sie weiterhin in Großbritannien rauf und runter tourte. Am 22. September gab Nerina Pallot ein Konzert zum SWR3 New Pop Festival 2006, welches für das deutsche Fernsehen aufgezeichnet wurde. Im November gab sie für AOL Music ähnlich dem dt. SWR3-Auftritt eine Musik-Session. Für Ende 2006 war ein europaweites Solokonzert geplant, das jedoch aufgrund von Überlastung auf zwei Konzerte in Oslo und Brüssel, zulasten aller Deutschlandauftritte, zusammengestaucht wurde. Dafür fand im Frühjahr 2007 eine ausgedehnte Tour durch das Vereinigte Königreich statt.
Im Oktober 2009 und damit nach drei Jahren Pause begann Pallot eine Konzerttour durch das Vereinigte Königreich, diese führte unter anderem zu einem Auftritt im Òran Mór in Glasgow.

## Musikvideos
Pallot veröffentlichte mit ihren Alben Dear Frustrated Superstar und Fires fünf Musikvideos. Ihr erstes Video zur Single Patience zeigt Pallot in diversen Szenen, inkl. einer Klaviersession. Nach ihrer Zeit beim Label Polydor kritisierte sie ihr Video zu Patience, insbesondere die Szenen, in denen sie fliegt.

“This experience taught me many things, but especially that it is never a good idea to make a video in which you fly.”

„Diese Erfahrung hat mich vieles gelehrt, aber vor allem, dass es niemals eine gute Idee ist, ein Video zu machen in dem man fliegt.“

Im zweiten Video Alien liegt Pallot anfangs auf einem Autodach. Es stellt sich heraus, dass sie aufgrund des plattgedrückten Autos “like an alien” (Textauszug) (dt. Wie ein Alien) vom Himmel gefallen sein muss, auch dieses Video kritisierte Pallot im Nachhinein und bezeichnete ihre Darstellung im Video als zu “goofy”, in Anlehnung an die gleichnamige Disneyfigur. Das unveröffentlichte Video zu If I Know You zeigt unter der Regie von Julian Temple multiple Nerinas, die in einem Theater unter anderem gegeneinander antreten. Im Video zu Damascus wird durch die Regieanweisungen von Tim Devine wieder von mehr Realität gezeugt, Pallot wird hier beim Klavierspielen und Singen im Aufnahmestudio gefilmt. Das darauffolgende Video zu Everybody’s Gone to War ist, aufgrund des mit ihm verbundenen internationalen Erfolgs, das mit Abstand populärste. Es spielt in einem Supermarkt, wo sich die Kunden gegenseitig beispielsweise mit Fruchtsaft „beschießen“ oder mit Ananas und Weißkohl „bebomben“, wodurch ein kleiner Lebensmittel-Kriegsschauplatz entsteht. Das Video zur Single Sophia wurde vom Produzenten John Hillcoat gedreht. Hillcoat drehte bereits Videos für Nick Cave, Bush, Depeche Mode und Richard Ashcroft. Es wurde in der marokkanischen Wüste gefilmt, auch hier spielt sie wieder Klavier und singt, während um sie herum ein Feuerkreis brennt, der sich ihr und dem Klavier langsam aber stetig nähert.
Für Learning to Breathe aus dem Album Fires ließ sie angeregt vom Lied All Sparks der Editors Lee Lennox das Musikvideo drehen. Das Video verbindet die aus dem All-Sparks-Video bekannten kleinen esoterischen Puppen mit dem melancholischen Text und der Geschichte von Learning to Breathe.
Das Musikvideo der ersten Singleauskopplung Real Late Starter aus The Graduate thematisiert Pallot als Spätentwicklerin. Im infantilen Marc-Klasfeld-Video spielt Pallot in einem Kinderzimmer mit (Hand-)Puppen, hält ein imaginäres Teetrinken, Popstarsingen sowie eine Modeschau ab.

## Diskografie

### Studioalben
| Jahr | Titel                       | Höchstplatzierung, Gesamtwochen, AuszeichnungChartplatzierungen (Jahr, Titel, Platzierungen, Wochen, Auszeichnungen, Anmerkungen) | Höchstplatzierung, Gesamtwochen, AuszeichnungChartplatzierungen (Jahr, Titel, Platzierungen, Wochen, Auszeichnungen, Anmerkungen) | Anmerkungen                                                                |
| Jahr | Titel                       | CH | UK | Anmerkungen                                                                |
| ---- | --------------------------- | --- | --- | -------------------------------------------------------------------------- |
| 2001 | Dear Frustrated Superstar   | — | UK82 (1 Wo.)UK | Erstveröffentlichung: 20. August 2001                                      |
| 2005 | Fires                       | — | UK21 Gold · (17 Wo.)UK | Erstveröffentlichung: 4. April 2005 Wiederveröffentlichung: 24. April 2006 |
| 2009 | The Graduate                | — | UK46 (1 Wo.)UK | Erstveröffentlichung: 5. Oktober 2009                                      |
| 2011 | Year of the Wolf            | — | UK31 (1 Wo.)UK | Erstveröffentlichung: 13. Juni 2011                                        |
| 2015 | The Sound and the Fury      | — | UK41 (1 Wo.)UK | Erstveröffentlichung: 11. September 2015                                   |
| 2017 | Stay Lucky                  | — | UK69 (1 Wo.)UK | Erstveröffentlichung: 13. Oktober 2017                                     |
| 2022 | I Don't Know What I'm Doing | — | — | Erstveröffentlichung: 17. Juni 2022                                        |

EPs
| - 2009: Buckminster Fuller - 2009: Junebug - 2010: Skeleton Key - 2011: Yes, December - 2013: Lonely Valentine Club - 2013: We Made It Through Another Year - 2014: The Hold Tight - 2014: We Should Break Up - 2014: When the Morning Stars Sang Together - 2014: Free As You Wanna Be - 2014: Grand Union | - 2014: When I Grow Up - 2014: Rousseau - 2014: Little Bull - 2014: Small Things - 2014: Spirit Walks - 2014: Live from Union Chapel - 2014: Winter Rooms - 2016: My Best Friends Are Imaginary: A Year of EPs - 2020: Photographs: Volume 1 - 6 - 2020: Old Dogs New Tricks - 2021: Best In Show |

### Singles
| Jahr | Titel Album                        | Höchstplatzierung, Gesamtwochen, AuszeichnungChartplatzierungen (Jahr, Titel, Album, Platzierungen, Wochen, Auszeichnungen, Anmerkungen) | Höchstplatzierung, Gesamtwochen, AuszeichnungChartplatzierungen (Jahr, Titel, Album, Platzierungen, Wochen, Auszeichnungen, Anmerkungen) | Anmerkungen                                                          |
| Jahr | Titel Album                        | CH | UK | Anmerkungen                                                          |
| ---- | ---------------------------------- | --- | --- | -------------------------------------------------------------------- |
| 2001 | Patience Dear Frustrated Superstar | — | UK61 (1 Wo.)UK | Erstveröffentlichung: 6. August 2001                                 |
| 2001 | Alien Dear Frustrated Superstar    | — | UK98 (1 Wo.)UK | Erstveröffentlichung: 12. November 2001                              |
| 2004 | Truly Chimera                      | — | UK54 (2 Wo.)UK | Erstveröffentlichung: 10. Februar 2004 Delerium feat. Nerina Pallot  |
| 2005 | Everybody’s Gone to War Fires      | CH98 (1 Wo.)CH | UK14 (10 Wo.)UK | Erstveröffentlichung: März 2005 Wiederveröffentlichung: 22. Mai 2006 |
| 2006 | Sophia Fires                       | — | UK32 (5 Wo.)UK | Erstveröffentlichung: 2. Oktober 2006                                |
| 2007 | Learning to Breathe Fires          | — | UK70 (1 Wo.)UK | Erstveröffentlichung: 8. Januar 2007                                 |

Weitere Singles
- 2005: Damascus
- 2005: All Good People
- 2007: Peg
- 2009: Real Late Starter
- 2010: I Don’t Want to Go Out
- 2011: Put Your Hands Up
- 2011: Turn Me On Again
- 2012: All Bets Are Off
- 2015: The Road
- 2015: Rousseau
- 2016: If I Had a Girl